# UEFA Super Cup 1980
De UEFA Super Cup 1980 bestond uit twee voetbalwedstrijden die gespeeld werden in het kader van de UEFA Super Cup. De wedstrijden vonden plaats tussen de winnaar van de Europacup I 1979/80, Nottingham Forest FC, en de winnaar van de Europacup II 1979/80, Valencia CF, op 25 november en 17 december 1980.
De eerste wedstrijd werd in City Ground gespeeld en eindigde in een overwinning voor Nottingham Forest FC. Later eindigde de tweede wedstrijd, in het Estadio Mestalla, in een 1-0-overwinning voor Valencia CF. Zo sleepte Valencia CF de eerste Europese Supercup uit de geschiedenis van de club in de wacht.
Wedstrijddetails
|                        |                      |       |             |                                                                                     |
| 25 november 1980 19:30 | Nottingham Forest FC | 2 – 1 | Valencia CF | City Ground, Nottingham Toeschouwers: 12.463 Scheidsrechter: Alexis Ponnet (België) |
| 25 november 1980 19:30 | Bowyer 59', 89'      |       | 46' Felman  | City Ground, Nottingham Toeschouwers: 12.463 Scheidsrechter: Alexis Ponnet (België) |

| Nottingham | Valencia |

| Nottingham Forest FC: |                |            |
|                       |                |            |
| GK                    | Peter Shilton  |            |
| RB                    | Viv Anderson   | Kreeg geel |
| CB                    | Larry Lloyd    | Kreeg geel |
| CB                    | Kenny Burns    |            |
| LB                    | Frank Gray     |            |
| RM                    | John McGovern  |            |
| CM                    | Ian Bowyer     |            |
| CM                    | Gary Mills     |            |
| LM                    | John Robertson | Kreeg geel |
| CF                    | Peter Ward     | 76'        |
| LW                    | Ian Wallace    |            |
| Wisselspelers:        |                |            |
| FW                    | Raimondo Ponte | 76'        |
| Coach:                |                |            |
| Brian Clough          |                |            |

| Valencia CF:   |                   |     |
|                |                   |     |
| GK             | Carlos Pereira    |     |
| RB             | Ricardo Arias     |     |
| CB             | Pepe Carrete      | 76' |
| CB             | Manuel Botubot    |     |
| LB             | José Cerveró      |     |
| RM             | Ángel Castellanos | 41' |
| CM             | Daniel Solsona    |     |
| CM             | Javier Subirats   |     |
| LM             | Enrique Saura     |     |
| CF             | Fernando Morena   |     |
| CF             | Darío Felman      | 86' |
| Wisselspelers: |                   |     |
| FW             | Orlando Jiménez   | 86' |
| Coach:         |                   |     |
| Pasieguito     |                   |     |

|                        |             |       |                      |                                                                                           |
| 17 december 1980 21:00 | Valencia CF | 1 – 0 | Nottingham Forest FC | Estadio Mestalla, Valencia Toeschouwers: 45.000 Scheidsrechter: Franz Wöhrer (Oostenrijk) |
| 17 december 1980 21:00 | Morena 51'  |       |                      | Estadio Mestalla, Valencia Toeschouwers: 45.000 Scheidsrechter: Franz Wöhrer (Oostenrijk) |

| Valencia | Nottingham |

| Valencia CF: |                     |
|              |                     |
| GK           | José Manuel Sempere |
| RB           | Ricardo Arias       |
| CB           | Miguel Tendillo     |
| CB           | Manuel Botubot      |
| LB           | José Cerveró        |
| RM           | Ángel Castellanos   |
| CM           | Daniel Solsona      |
| CM           | Javier Subirats     |
| LM           | Enrique Saura       |
| CF           | Mario Kempes        |
| CF           | Fernando Morena     |
| Coach:       |                     |
| Pasieguito   |                     |

| Nottingham Forest FC: |                |            |
|                       |                |            |
| GK                    | Peter Shilton  |            |
| RB                    | Viv Anderson   |            |
| CB                    | Larry Lloyd    |            |
| CB                    | Kenny Burns    |            |
| LB                    | Bryn Gunn      |            |
| RM                    | John McGovern  |            |
| CM                    | Martin O'Neill | Kreeg geel |
| CM                    | Raimondo Ponte |            |
| LM                    | Colin Walsh    |            |
| CF                    | Trevor Francis |            |
| CF                    | Ian Wallace    |            |
| Coach:                |                |            |
| Brian Clough          |                |            |

1972 · 1973 · 1974 · 1975 · 1976 · 1977 · 1978 · 1979 · 1980 · 1981 · 1982 · 1983 · 1984 · 1985 · 1986 · 1987 · 1988 · 1989 · 1990 · 1991 · 1992 · 1993 · 1994 · 1995 · 1996 · 1997 · 1998 · 1999 · 2000 · 2001 · 2002 · 2003 · 2004 · 2005 · 2006 · 2007 · 2008 · 2009 · 2010 · 2011 · 2012 · 2013 · 2014 · 2015 · 2016 · 2017 · 2018 · 2019 · 2020 · 2021 · 2022 · 2023 · 2024